# Пардес-Хана-Каркур
Парде́с-Ха́на-Карку́р (ивр. פרדס חנה-כרכור‎) — населённый пункт в Израиле, находящийся на юге Хайфского округа, примыкает к долине Шарон, расположен недалеко от Хадеры. Занимает площадь 22 596 дунамов (~ 22,6 км ²).
В 1969 году произошло объединение нескольких населённых пунктов, в результате чего была создана Пардес-Хана-Каркур.

## История
В римский период на месте нынешнего населенного пункта жили люди, от жилищ которых остались развалины, возможно римская усыпальница. В 1913 году организацией Ха-Шомер были куплены земли, на которых и был основан мошав Каркур. В 1922 году, после обнаружения на местности источников воды, мошав Каркур превратился в поселение, и поглотил соседние поселения Неве-Эфраим и Тель-Шалом.
В 1929 году по соседству с Каркуром был основан мошав Пардес-Хана, названный в честь Анны из семейства Ротшильд. Была увековечена память Анны Коэн (1783—1850), жены основателя английской ветви династии Натана Майера Ротшильда.
Либо (по данным семейного расследования Ротшильдов) память Анны Примроуз (1851—1890), графини Розбери, также из клана Ротшильдов.
Дословно название переводится с иврита, как «Цитрусовая плантация Анны». В Пардес-Хану вошли, в качестве пригородов, Неве-Ашер (названный в честь сионистского деятеля Зелига Ашера Бродецкого), а также пригород Тель-Цви (названный в честь Цви Генри Франка, председателя Еврейского колонизационного общества). Во времена британского мандата в окрестностях Пардес-Ханы находились британские военные лагеря, после образования государства Израиль в 1948 году превращенные в лагеря для репатриантов маабаро́т. В 1969 году Каркур и Пардес-Хана были объединены.
В честь этого события городу был подарен памятник «Интеграция» (אנדרטת יד לשילוב).

## Население
По данным Центрального статистического бюро Израиля, население на начало 2020 года составляло 43 011 человек.

## Родились в Пардес-Хана-Каркуре
- Галь Фридман — первый олимпийский чемпион в истории Израиля.
- Йедедия Виталь — израильский актёр, снимался в сериале «SPLIT. Тайна крови»
- Моти Гилади — израильский актёр, певец, юморист
- Эден Хасон — певец стиля мизрахи, «Певец года» в Ежегодном рейтинге израильских песен на иврите (2022 год)[3].

## Спорт
В городе базируется местный клуб шестой лиги Израиля Пардес-Хана-Каркур